# MAME
MAME, Multiple Arcade Machine Emulator, är en programvara som emulerar arkadspel. Den finns portad till flera operativsystem och plattformar, exempelvis Windows och Linux. MAME är dock bara en emulator, så användaren måste äga ROM-kretsarna från arkadspelen som ska användas av med MAME. Företaget Exidy har dock släppt 15 av sina spel för gratis nedladdning exklusivt från MAME:s hemsida.
MAME till PC har stöd för arkadjoystickar från exempelvis tillverkaren X-Arcade.
Eftersom MAME är en programvara som även på Windows körs på kommandoraden finns många olika grafiska skal för att förenkla användandet.
MAME v0.143 som släpptes 28 juni 2011 hade stöd för 10630 spel inklusive kloner, varav 5382 unika spel.